# Растеряев, Игорь Вячеславович
И́горь Вячесла́вович Растеря́ев (род. 10 августа 1980, Ленинград, СССР) — российский музыкант, автор-исполнитель собственных песен, поэт, актёр театра и кино. Лауреат Всероссийского конкурса артистов эстрады «Степной волк» (2011).

## Биография
Родился 10 августа 1980 года в Ленинграде в семье художников. Среднее образование получил в школах № 189 и 558 Санкт-Петербурга. Выпускник СПбГАТИ. В дальнейшем — актёр Санкт-Петербургского театра «Буфф». Помимо театральной работы, Растеряев играл эпизодические роли в кино, а также периодически выступал на детских утренниках как музыкант-эксцентрик и т. п.
Размещённая на YouTube в феврале 2010 года песня «Комбайнёры» за 6 месяцев была просмотрена всего 300 раз. Однако в августе 2010 года, после размещения ссылки на ролик на сайте oper.ru, начался взрывной рост просмотров — за 4 дня ролик был просмотрен около 300 000 раз (150 000 — YouTube, 150 000 — прочие сайты). 13—14 августа новый пост с роликом появлялся раз в 5—10 минут. Растеряев объяснил этот прорыв помощью влиятельных блогеров. В итоге, в 2010 году ролик «Комбайнёры» вошёл в десятку самых популярных в России.
По состоянию на середину мая 2015 года первоначальный ролик на YouTube был просмотрен более 6,3 миллиона раз, став одним из наиболее успешных видео в Рунете. Всего же видеоролики с песнями в исполнении Растеряева («Русская дорога», «Казачья песня», «Ромашки», «Раковка», «Георгиевская ленточка» и др.) собрали только на YouTube на начало декабря 2014 года более 30 миллионов просмотров.
Первый официальный сольный концерт Игоря Растеряева прошёл 23 сентября 2010 года в Москве, в клубе «Контакт».
11 ноября 2010 года в петербургском клубе «Грибоедов» выступил вместе с Василием Моховым, в частности, они дуэтом исполнили песню «Раковка». Позднее Растеряев записал отдельный альбом с песнями Мохова (2013).
5 февраля 2011 года был представлен дебютный альбом Игоря «Русская дорога» в клубе Milk (Москва). В июле 2011 года Растеряеву была присуждена независимая музыкальная премия «Степной волк» в номинации «Нечто». 10 июля 2011 года впервые выступил на главной сцене рок-фестиваля «Нашествие», позднее неоднократно выступал на разных фестивалях. В ноябре 2011 года на концерте в Нижнем Новгороде была исполнена песня «Звонарь» в сопровождении колокольного звона известного звонаря Ильи Дроздихина. В декабре 2011 года за отражение русского национального характера в альбоме «Русские песни» удостоен Национальной премии «Имперская культура» им. профессора Эдуарда Володина.
В 2012 году Растеряев выпустил книгу «Волгоградские лица» (альбом рисунков с комментариями автора). Книга посвящена Лёхе Ляхову. 20 октября 2012 представлен второй альбом «Звонарь».
В начале 2013 «Звонарь» был переиздан и вышел гитарный альбом «Песни дяди Васи Мохова». В 2014 — новый альбом «Рожок».
В 2017 году принял участие в записи сборника песен «За Донбасс».

## Работа в театре
Концертная деятельность Игоря Растеряева изначально была построена таким образом, чтобы минимально препятствовать его давней работе в Санкт-Петербургском государственном музыкально-драматическом театре «Буфф». Поэтому он продолжал выступать в разных спектаклях и был занят в следующих ролях:
- Грегуар (Авантюристка);
- Приказчик (Казано́ва в России);
- Константин (Страсти у фонтана);
- Тишка (Свадьба Кречинского);
- Емельян Черноземный (Квадратура круга);
- Официант (Цирк уехал, клоуны остались);
- Бочар (Великолепный рогоносец);
- Ефрейтор Захар Косых (Женя, Женечка и «катюша»);
- Буч (Примадонны);
- Восьмибратов (Всё тот же Лес) и др.

В ноябре 2015 года после 12 лет работы Игорь Растеряев покинул театральную труппу. 
В театре работал вместе с актером Александром Стекольниковым (известен по роли Валентина Будейко в сериале «Универ»).

## Работа в кино
В 2005—2011 гг. сыграл несколько ролей второго плана.

| Год  |     | Название                                                  | Роль               |
| ---- | --- | --------------------------------------------------------- | ------------------ |
| 2005 | с   | Принцесса и нищий                                         | в эпизоде          |
| 2006 | с   | Тайны следствия-6 (эпизод «Личный состав»)                | лейтенант Степанов |
| 2009 | с   | Версия (эпизоды: «Кровавая баня» и «Контрольный выстрел») | Воденников         |
| 2010 | с   | Агент особого назначения (эпизод «Пропала собака»)        | в эпизоде          |
| 2011 | док | 22 июня. Роковые решения                                  | солдат             |

## Дискография
- 2011 — Русская дорога
- 2012 — Звонарь
- 2013 — Песни дяди Васи Мохова
- 2014 — Рожок
- 2016 — Дождь над Медведицей
- 2019 — Концерт с оркестром
- 2021 — Десять лет на комбайне
- 2023 — Круговорот

### Мультфильмы
- 2010 — Три Богатыря и Шамаханская Царица
- 2011 — Иван Царевич и Серый Волк

### Коллектив для эксклюзивных концертов и редких записей
Все участники являются приглашёнными и участвуют в концертах и записях по желанию, наличию времени и договорённости.
- Игорь Растеряев — вокал, голос, соло баян, акустическая гитара, автор
- Роман Станцков — соло-гитара, акустика. Играет на гитаре Gibson SG и использует усилитель российской (г. Омск) фирмы «Electronics AMT» или просто «AMT»
- Наталья Высоких — скрипка, перкуссия, кабаса (авторский коллектив «Высоких»)
- Владимир Молодцов — флейта, свисток, жалейка (Оркестр «Волынки и Барабаны Санкт-Петербурга»)
- Андрей Панин — тамбурины, тарелки, рототом из дерева, барабаны, игра руками и палочками (разные проекты)
- Алексей «Лёха» Ляхов — видеосоавтор, режиссёр его клипов и близкий друг

## Отношение к авторскому праву
Все видеоклипы к песням Растеряева свободно доступны в Интернете — на официальном сайте, на сервисе YouTube и других ресурсах.
Даже в случае явного конфликта с создателями мультфильма «Три богатыря и Шамаханская царица» Растеряев не стал затевать разбирательства и требовать выплаты компенсаций.